# كانوسا
كانوسا (بالإيطالية: Canossa)‏ هي بلدية في مقاطعة ريدجو إميليا في إقليم إميليا رومانيا الإيطالي.

## السكان
في سنة 1861 بلغ عدد السكان 2٬858 نسمة، وتطور العدد ليصل في سنة 2011 لـ 3٬785 نسمة.
يظهر هذا المخطط البياني تطور النمو السكاني لـ كانوسا